# Bactrocera anfracta
Bactrocera anfracta
 es una especie de díptero que Drew describió por primera vez en 1989. Bactrocera anfracta pertenece al género Bactrocera de la familia Tephritidae.